# Abraxas phaia
Abraxas phaia là một loài bướm đêm trong họ Geometridae.